# Bekzat Szattarhanov
Bekzat Szattarhanov (kazakul: Бекзат Саттарханов, oroszul: Бекзат Сеилханович Саттарханов [Bekzat Szeilhanovics Szattarhanov]; Turkesztan, 1980. április 4. – Simkent, 2000. december 31.) olimpiai bajnok kazak amatőr ökölvívó.
Mindössze húszévesen, 2000 szilveszterén egy közlekedési balesetben vesztette életét.

## Eredményei
- 2000-ben olimpiai bajnok pehelysúlyban.